# Metropolitan Police (serie televisiva)
Metropolitan Police (The Bill) è una serie televisiva britannica in 2412 episodi trasmessi per la prima volta nel corso di 26 stagioni dal 1984 al 2010.
È una serie del genere poliziesco incentrata sulle vicende personali e professionali del personale di una stazione di polizia nel sobborgo fittizio di Canley, nell'East End di Londra. Al momento della cancellazione, nell'agosto del 2010, The Bill risultava la più lunga serie televisiva poliziesca nella storia della televisione britannica ed è stata tra le serie televisive più longeve della televisione britannica. La serie è stata prodotta da Thames Television. Il titolo The Bill proviene da Old Bill, un termine gergale inglese che sta ad indicare la polizia (e che fu il titolo iniziale della serie). L'ultimo episodio è andato in onda il 31 agosto 2010.
La serie fu generata dall'episodio Woodentop della serie antologica Storyboard. La serie ha inoltre generato due spin-off: Burnside (2000, 6 episodi), che riprende il personaggio del detective Frank Burnside, e M.I.T.: Murder Investigation Team (2003-2005, 12 episodi), che riprende i casi affrontati dal Murder Investigation Team, una squadra di investigatori (reparto realmente esistente del Metropolitan Police Service londinese) collegata al dipartimento protagonista di The Bill.

## Episodi
Ai 2412 episodi regolari vanno aggiunti due episodi speciali, uno trasmesso il 5 novembre 2008 e un altro il 31 agosto 2010.
| Stagione                  | Episodi | Prima TV Regno Unito | Prima TV Italia |
| ------------------------- | ------- | -------------------- | --------------- |
| Prima stagione            | 11      | 1984-1985            |                 |
| Seconda stagione          | 12      | 1985-1986            |                 |
| Terza stagione            | 12      | 1987                 |                 |
| Quarta stagione           | 48      | 1988                 |                 |
| Quinta stagione           | 104     | 1989                 |                 |
| Sesta stagione            | 104     | 1990                 |                 |
| Settima stagione          | 105     | 1991                 |                 |
| Ottava stagione           | 105     | 1992                 |                 |
| Nona stagione             | 155     | 1993                 |                 |
| Decima stagione           | 156     | 1994                 |                 |
| Undicesima stagione       | 149     | 1995                 |                 |
| Dodicesima stagione       | 156     | 1996                 |                 |
| Tredicesima stagione      | 152     | 1997                 |                 |
| Quattordicesima stagione  | 121     | 1998                 |                 |
| Quindicesima stagione     | 87      | 1999                 |                 |
| Sedicesima stagione       | 86      | 2000                 |                 |
| Diciassettesima stagione  | 85      | 2001                 |                 |
| Diciottesima stagione     | 83      | 2002                 |                 |
| Diciannovesima stagione   | 105     | 2003                 |                 |
| Ventesima stagione        | 96      | 2004                 |                 |
| Ventunesima stagione      | 105     | 2005                 |                 |
| Ventiduesima stagione     | 91      | 2006                 |                 |
| Ventitreesima stagione    | 92      | 2007                 |                 |
| Ventiquattresima stagione | 89      | 2008                 |                 |
| Venticinquesima stagione  | 65      | 2009                 |                 |
| Ventiseiesima stagione    | 31      | 2010                 |                 |

## Personaggi e interpreti
- PC Tony Stamp (stagioni 1-25), interpretato da Graham Cole.
- Sergente June Ackland (stagioni 1-23), interpretata da Trudie Goodwin.
- P.C. Reg Hollis (stagioni 1-24), interpretato da Jeff Stewart.
- D.C. Jim Carver (stagioni 1-23), interpretato da Mark Wingett.
- Sergente Bob Cryer (stagioni 1-20), interpretato da Eric Richard.
- Ch. Supt. Charles Brownlow (stagioni 1-18), interpretato da Peter Ellis.
- D.I. Burnside (stagioni 1-14), interpretato da Christopher Ellison.
- D.S. Roach (stagioni 1-16), interpretato da Tony Scannell.
- W.P.C. Martella (stagioni 1-9), interpretato da Nula Conwell.
- P.C. Dave Quinnan (stagioni 3-19), interpretato da Andrew Paul.
- Ch. Ispettore Derek Conway (stagioni 3-18), interpretato da Ben Roberts.
- D.C. Lines (stagioni 4-14), interpretato da Kevin Lloyd.
- P.C. George Garfield (stagioni 5-16), interpretato da Huw Higginson.
- Sergente Matthew Boyden (stagioni 5-19), interpretato da Tony O'Callaghan.
- W.P.C. Norika Datta (stagioni 5-14), interpretata da Seeta Indrani.
- D.S. Alistair Greig (stagioni 5-14), interpretato da Andrew Mackintosh.
- W.P.C. Cathy Marshall (stagioni 5-12), interpretata da Lynne Miller.
- DCI Jack Meadows (stagioni 6-26), interpretato da Simon Rouse.
- Ispettore Andrew Monroe (stagioni 6-18), interpretato da Colin Tarrant.
- P.C. Steve Loxton (stagioni 6-15), interpretato da Tom Butcher.
- Ispettore Gina Gold (stagioni 6-24), interpretata da Roberta Taylor.
- W.D.C. Suzi Croft (stagioni 6-14), interpretata da Kerry Peers.
- Supt. Adam Okaro (stagioni 6-22), interpretato da Cyril Nri.
- D.I. Chris Deakin (stagioni 7-16), interpretato da Shaun Scott.
- W.P.C. Polly Page (stagioni 8-20), interpretata da Lisa Geoghan.
- Sergente Dale Smith (stagioni 8-26), interpretato da Alex Walkinshaw.
- P.C. Gary McCann (stagioni 8-16), interpretato da Clive Wedderburn.
- P.C. Mike Jarvis (stagioni 9-14), interpretato da Stephen Beckett.
- D.C. Rod Skase (stagioni 10-14), interpretato da Iain Fletcher.
- DC Terry Perkins (stagioni 10-26), interpretato da Bruce Byron.
- DI Neil Manson (stagioni 11-26), interpretato da Andrew Lancel.
- PC Roger Valentine (stagioni 12-26), interpretato da John Bowler.
- DC Mickey Webb (stagioni 14-26), interpretato da Chris Simmons.
- DS Samantha Nixon (stagioni 17-25), interpretata da Lisa Maxwell.
- DS Phil Hunter (stagioni 18-23), interpretato da Scott Maslen.

## Produzione
La serie, ideata da Geoff McQueen, fu prodotta da Thames Television e Talkback Thames

### Registi
Tra i registi sono accreditati:
- Chris Lovett in 84 episodi (stagioni 5-19)
- Derek Lister in 57 episodi (stagioni 4-17)
- Laurence Moody in 47 episodi (stagioni 8-23)
- Brian Parker in 46 episodi (stagioni 4-17)
- Ian White in 43 episodi (stagioni 9-18)
- Christopher Hodson in 41 episodi (stagioni 1-16)
- Nicholas Laughland in 41 episodi (stagioni 5-15)
- Robert Del Maestro in 41 episodi (stagioni 12-26)
- Brian Farnham in 38 episodi (stagioni 4-16)
- John Bruce in 35 episodi (stagioni 5-17)
- Diana Patrick in 34 episodi (stagioni 5-25)
- Ged Maguire in 30 episodi (stagioni 13-20)
- Robert Knights in 30 episodi (stagioni 18-25)
- Jeremy Silberston in 28 episodi (stagioni 5-16)
- Tom Cotter in 28 episodi (stagioni 6-15)
- Gill Wilkinson in 28 episodi (stagioni 9-24)
- Paul Wroblewski in 27 episodi (stagioni 22-26)
- Michael Simpson in 26 episodi (stagioni 6-18)
- Michael Cocker in 26 episodi (stagioni 12-23)
- Christopher King in 24 episodi (stagioni 19-23)
- Frank W. Smith in 23 episodi (stagioni 4-17)
- A.J. Quinn in 23 episodi (stagioni 9-25)
- Reza Moradi in 23 episodi (stagioni 22-26)

### Sceneggiatori
Tra gli sceneggiatori sono accreditati:
- Geoff McQueen in 2.401 episodi (stagioni 1-26)
- Tom Needham in 65 episodi (stagioni 5-26)
- Maxwell Young in 62 episodi (stagioni 10-26)
- Christopher Russell in 57 episodi (stagioni 2-10)
- J.C. Wilsher in 54 episodi (stagioni 5-17)
- Chris Ould in 51 episodi (stagioni 9-26)
- Barry Appleton in 50 episodi (stagioni 1-8)
- Len Collin in 46 episodi (stagioni 9-25)
- Elizabeth-Anne Wheal in 40 episodi (stagioni 6-17)
- Peter Hammond in 39 episodi (stagioni 4-20)
- Simon Moss in 38 episodi (stagioni 4-24)
- Steve Griffiths in 34 episodi (stagioni 9-23)
- Julian Perkins in 34 episodi (stagioni 11-25)

## Distribuzione
La serie fu trasmessa nel Regno Unito dal 16 ottobre 1984 al 31 agosto 2010  sulla rete televisiva Independent Television. In Italia sono stati trasmessi solo una parte di tutti gli episodi con il titolo Metropolitan Police.
Alcune delle uscite internazionali sono state:
- nel Regno Unito il 16 ottobre 1984 (The Bill)
- in Svezia il 27 ottobre 1988
- in Finlandia il 2 giugno 1997
- in Danimarca (Lov og uorden)
- in Spagna (Policía de barrio)
- in Italia (Metropolitan Police)